# 三式中戦車
三式中戦車 チヌ（さんしきちゅうせんしゃ チヌ）は、第二次世界大戦後期に登場した大日本帝国陸軍の中戦車。

## 開発
第二次世界大戦突入時の日本陸軍では、新鋭の機甲戦力として九七式中戦車 チハを配備していた。太平洋戦争（大東亜戦争）緒戦において、九七式中戦車は南方作戦におけるビルマ攻略戦やフィリピン攻略戦に投入されたが、主砲（九七式五糎七戦車砲）の威力不足から連合国軍のM3軽戦車に対し苦戦を強いられた。そこで陸軍では、新鋭対戦車砲である一式機動四十七粍砲をベースとする、一式四十七粍戦車砲に換装した九七式中戦車 チハ新砲塔型(新砲塔チハ)と一式中戦車 チヘを実用化し、M3軽戦車に対抗可能となった。
しかし、第二次大戦中期頃からアメリカ軍はより強力なM4中戦車を大量に配備し始めた。そのため、これに対抗する新鋭戦車が必要となっていたが、1944年（昭和19年）の段階で開発計画のあった四式中戦車 チトと五式中戦車 チリは方針変更の影響により開発費は0の状態となっていた。これらをふくめた最新鋭戦車の量産計画も白紙化により存在せず、1943年度(昭和18年度)分の繰り越し予算で開発をかろうじて続行しているが、開発中止に近い状態だった。
このような経緯から、1944年（昭和19年）5月、一式中戦車の武装を更に強化し、試製チト1号車の試製五糎七戦車砲○新を搭載する「新中戦車（丙）」が構想され、最終的に三式中戦車 チヌが開発されることになった。試作車は1944年9月に三菱重工で完成し、10月に量産に移された。
早急な戦力化が要求されたため改装は必要最小限に留められていた。この措置は短期間での開発を可能としたが、主砲を選定するに際し、当初は九五式野砲、後に九〇式野砲を選択し、これをほぼそのまま砲塔内に搭載した。これにより砲塔の大型化や駐退復座機の砲塔外露出、水平鎖栓及び撃発装置の位置の適正化が図られていない等の不利な点が生じた。

## 構造
構造はオーソドックスに全装軌式車体へ砲塔を搭載している。車体は一式中戦車のものを使用。各寸度は全長5.731 m、全幅2.334 m、全高2.61 mである。全備重量18.8 tの車体を支える履帯は330 mm幅のものを連結し、接地圧は0.7 kg/cm2である。車体後部にディーゼルエンジンを配置し、プロペラシャフトを介して動力を車体前部のトランスミッションに伝達する。トランスミッションはクラッチ・ブレーキ、または遊星歯車式の操向方式を採用した。トランスミッションに組み込まれたブレーキを点検するための窓が、車体前面の上部装甲板に2カ所設けられている。またトランスミッションはこの上部装甲板のボルトを取り外し、ウィンチで吊りあげて収める。
操縦はハンドル方式ではなくレバー方式である。操縦手からみて前方右側からアクセルペダル、ブレーキペダル、クラッチペダルが並び、両足の間に手動制動レバーが配置される。手で操作するものとして右側操向レバーと制動レバー、左側操向レバーと制動レバーが配置された。計器類は座席右側の壁に配置された。
このトランスミッションの後方、車体前部右側に操縦席を配し、左側に無線手兼前方銃手席を配置した。搭載砲塔の大型化により、ターレットリング径は1700㎜に拡大され、一式中戦車で設けられていた銃手用ハッチは廃止されている。操縦席前面の操縦手用バイザーは上方へ押し上げて開放でき、外界をより広い視界で見られる。前方銃手席の機関銃下方には無線機および無線機バッテリーが設置される。

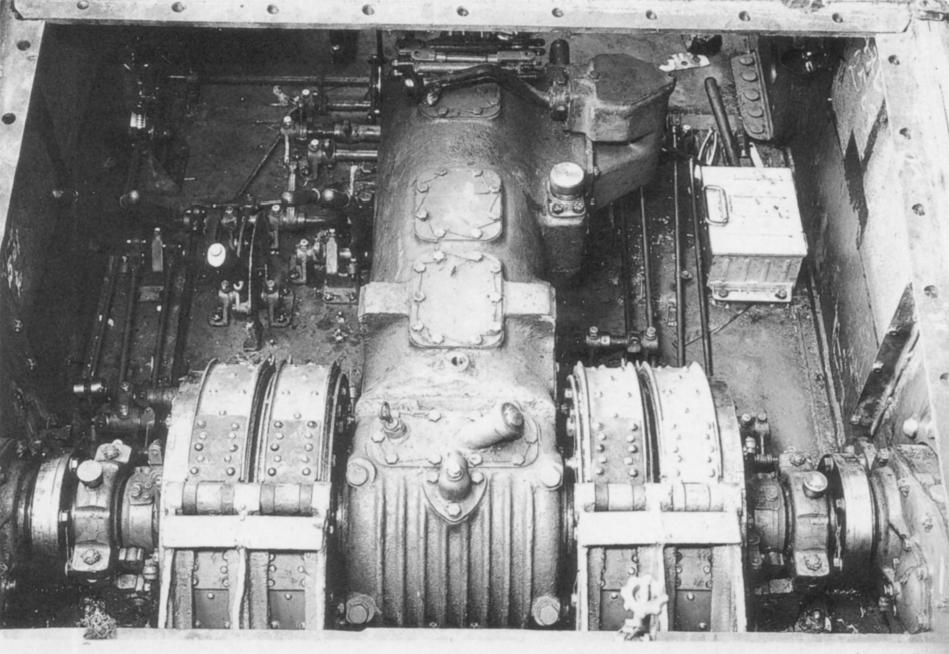
車体前方から撮影されたトランスミッション部。動力は操向変速機を介して左右へ分配され、終減速機を経て起動輪を動かす。左側奥に操縦用の装備品が見られる

車体・走行装置は一式中戦車のものが使用されている。前方に起動輪、最後部に誘導輪を配し、転輪は片側6個を用いている。さらに上部転輪3個で履帯を支えた。懸架方式は日本独自の蔓巻ばね方式である。転輪を二個一組として揺腕で接続し、この転輪から伝えられる衝撃を揺腕がばねへ伝達する。ばねは水平方向に取り付けられており衝撃を緩和吸収する。これはトーションバーのように床下のスペースを消費せず、また地形追従性能が高い懸架方式であった。誘導輪の基部に履帯のテンションを調節する履帯緊張装置が取り付けられている。
搭載された砲塔は全体として六角形を構成しており、車体に対して大きめである。この砲塔は五式中戦車(初期設計案)に搭載予定だった小型砲塔をもとに設計されたものであり、砲塔を旋回させるための動力機構も五式中戦車の初期設計案から流用されたものであった。元々は長砲身75㎜戦車砲を装備するために設計された砲塔であったため、九〇式野砲そのままに近い構造であった三式七糎半戦車砲Ⅱ型であっても、問題なく搭載することが可能だった。
細かい点として、三式中戦車の砲塔は圧延鋼板を組み合わせた平滑で直線的な構成であり、避弾経始はさほど取り入れられていない。砲塔後部側面の両側にピストルポート（銃眼）付きの展望窓が設けられている。また砲塔後面にもハッチが設けられた。砲塔の天井には、後方からみて右側に車長用の展望塔が設置され、その左側にハッチが設けられた。この展望塔には内部に防弾ガラスのはめられたスリット（貼視孔）がついている。スリットは後方と前方の物が特に大きく、視界を意識して設計されている。砲塔内部の乗員配置は後方からみて右側に車長、左側前方に砲手、その後方に装填手が搭乗したと推測される。砲塔バスケットは装備されていないが、砲塔の駆動は電動旋回式である。ほかに手動の旋回装置が車長と砲手用に装備された。大まかな旋回は動力で回し、照準用の微調整は手動で行った。
砲塔上面の前部には円筒の穴が開けられているなど、ベンチレーター（換気扇）の後付け装着が考慮されていた。一部の量産車輌にはベンチレーター（換気扇）が装着された車輌が存在した可能性もあるが現存資料・写真では確認されていない。「旧軍戦車は（空冷ディーゼルエンジンの）吸気口が車内にあったので換気がよく、ベンチレーターの必要性が無かった」という三式戦車の乗員の証言がある。
これは、車内＝戦闘室内に、常時「負圧」がかかっており、外部から自然に、新鮮な空気が入ってきたことを意味する。

## 攻撃力

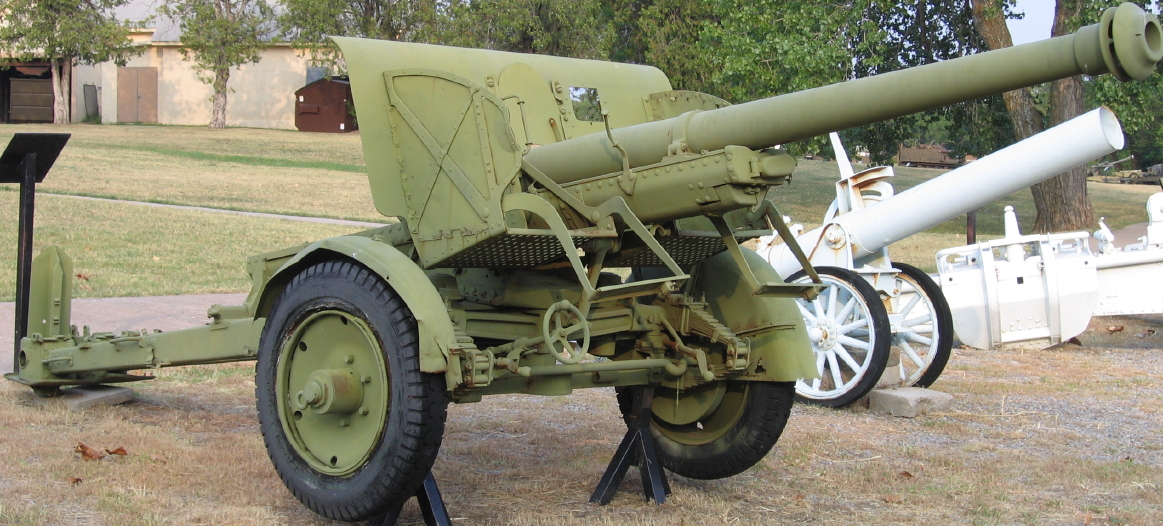
機動九〇式野砲（九〇式野砲）

本車が搭載している三式七糎半戦車砲II型（初速668 m/秒、口径75 mm、38口径）は野砲である九〇式野砲をベースとしている。砲の設計の変転としては、原型の九〇式野砲を1940から1941年度にかけて一式七糎半自走砲 ホニI（一式砲戦車）へ改修し、さらに三式七糎半戦車砲を経て三式七糎半戦車砲II型に改良された。三式七糎半戦車砲II型の開発開始は1944年6月、試作終了は同年9月である。自走砲の搭載砲と異なり、砲塔に直接搭載するため、砲から方向旋回装置が撤去されたほか、砲架、高低照準器を新たに設計した。改修時間の少なさから野砲の構造をほぼそのまま転用したため、駐退復座機を収めている揺架匡（ようかきょう）と揺架体が砲塔から大きく突き出している。(揺架匡及び揺架体は防弾のため装甲化されていた。)
砲の俯仰は高低照準器ハンドルを砲手が回し、ギアを介して砲身が上向き、また下向いた。三式七糎半戦車砲の高低射界は-10度〜+15度であった 。三式七糎半戦車砲の後座長は九〇式野砲を改良し後座長を短縮した一式砲戦車と同じく680 mmとなっている。
射撃速度は三式七糎半戦車砲のベースとなった九〇式野砲の場合、2分以内ならば毎分10〜12発、5分以内ならば毎分6〜8発、数時間の持続射撃ならば毎分2発であった。
他に特徴的な点として、野砲（野戦砲）及び一式七糎半自走砲の射撃法とほぼ同じく砲手が発射装置を持たず、撃発手（無線手が兼任。専属の撃発手が搭乗していたとする説もあり、その場合は乗員6名となる。）が砲右側にある拉縄（りゅうじょう）を引いて撃発することが挙げられる。撃発手が居ない場合、もしく撃発が行えない状況では戦車長が拉縄を引いて撃発した。そのため拉縄は九〇式野砲の物よりも余裕のある長さと決められていた。照準は一式照準眼鏡甲を砲手が観測し、方向と砲の俯仰を決め、発射は撃発手、もしくは戦車長が担当するという変則的な作業であった。これには指揮官が索敵と指揮に専念することを妨げるほか、動目標に対するタイミングを砲手が取れないという問題があるまた尾栓は水平鎖栓式で自走砲のものと変わらない。携行砲弾は70発で、30発は戦闘室の床下、40発は砲塔の張り出し部に搭載した。

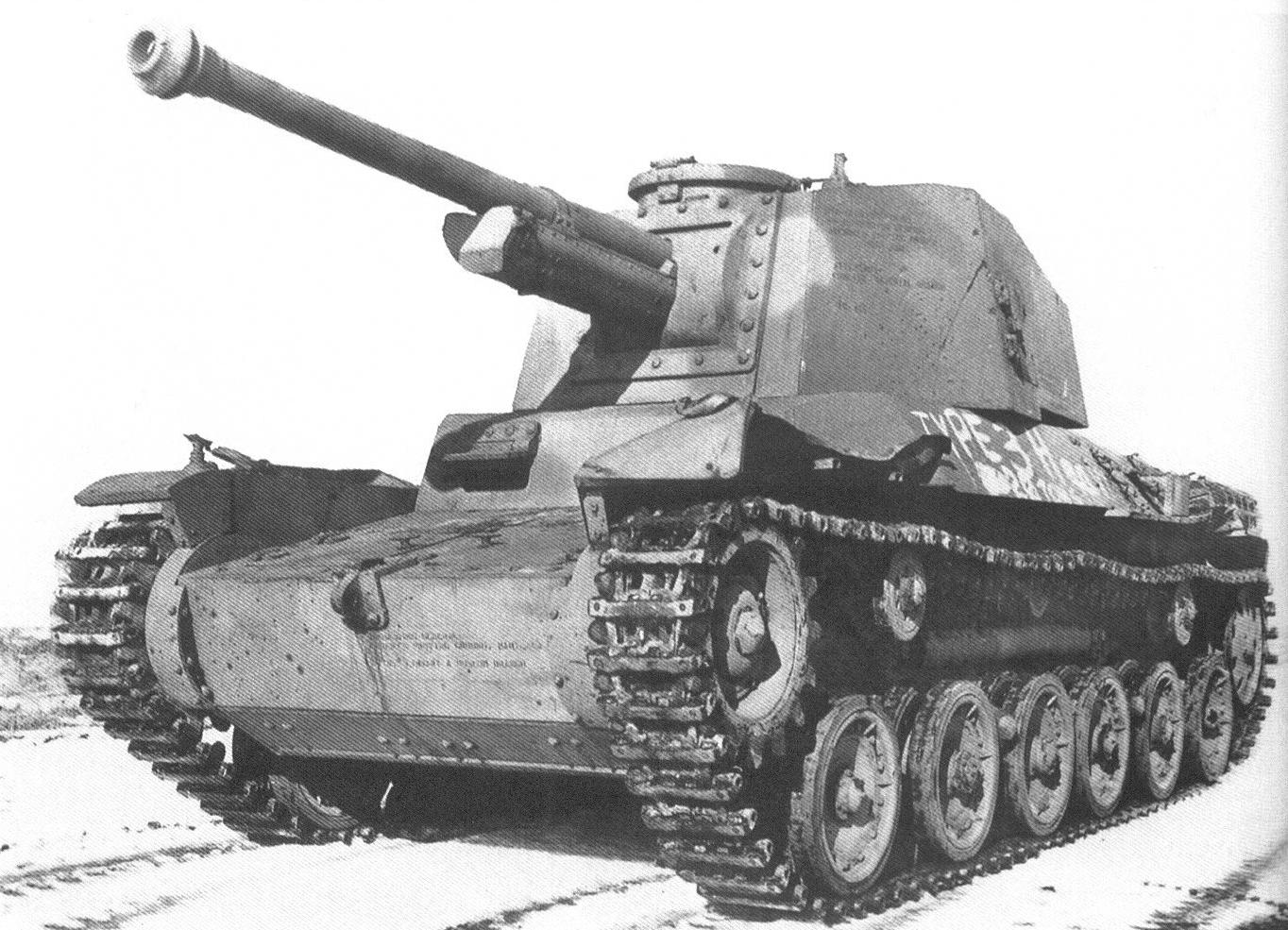
三式中戦車

装甲貫徹能力の数値は射撃対象の装甲板や実施した年代など試験条件により異なる。
装甲貫徹力は、通常の一式徹甲弾を使用した場合は距離1,000 mで約70 mm / 500 mで約80 mmで、タングステン・クロム鋼弾の特甲を使用した場合は距離1,000 mで約85 mm / 500 mで約100 mmだった。一式徹甲弾は希少金属の配給上の問題により、クロム1 %・モリブデン0.2 %・他少量のニッケルを含有した高炭素鋼を使用したアメリカの徹甲弾と異なり、炭素0.5〜0.75 %を含む鋼を搾出して成形・蛋形へ加工後に熱処理で硬化して炸薬を充填した物を用いていた。
1945年8月のアメリカ旧陸軍省の情報資料によれば鹵獲した九〇式野砲(三式戦車の主砲とほぼ同じ)の装甲貫徹能力の数値は一式徹甲弾(一式AP-HE)を使用し、弾着角90度で命中した場合、射距離1,500ヤード(約1371.6 m)で2.4インチ(約61 mm)、1,000ヤード(約915.4 m)で2.7インチ(約71 mm)、750ヤード(約675.7 m)で3.0インチ(約76 mm)、500ヤード(約457.2 m)で3.3インチ(約84 mm)、250ヤード(約228.6 m)で3.5インチ(約89 mm)、と記載されている。
当時のアメリカ軍主力戦車であるM4中戦車の装甲が砲塔前面で76 mmに達し、また鋳造製造（装甲の繋ぎ目がない）、車体前面装甲は51 mmであるが約56度傾斜している（避弾経始を考慮）。日本陸軍の認識としては、1944年6月に教育総監部が示した『M4中戦車ニ対スル各種肉攻資材（兵器）ヲ以テスル攻撃部位（効果）』（後述）のようにM4中戦車の装甲を若干厚めに想定したと思われ、実戦ではおよそ100 m（存速500 m/秒）でM4中戦車の正面装甲を貫通できると考えていた。実際のM4中戦車の正面装甲に対しては数値上は正面600 mから貫通可能であるが、装甲の傾斜などから跳弾の可能性が高い。バイザー部分は斜度が緩く、数値上は800 mから撃破可能である。側面に関しては2,000 mから貫通でき、砲塔側面も距離1,600 mから破壊できた。
フィリピン防衛戦において原型の九〇式野砲を搭載した一式七糎半自走砲 ホニIが射距離500 m程度からM4中戦車を正面撃破した事例や硫黄島の戦いの『戦訓報』には「対戦車砲としては九○式野砲最有も効果的なり」や「M四戦車に九○式野砲は極めて有利なり」としているほか、当時の三菱技術者だった大高繁雄が「米軍のM4と十分に戦える力はあったと思う」と述懐している一方で、1945年5月に参謀本部と教育総監部が示した『戦車用法』では「三式中戦車は六〇〇メートルにおいて、M4戦車の正面を貫通しうるも、命中角の関係上その公算は僅少にして、側面及び背面を攻撃するを要する事多し」（1944年6月に教育総監部が示した『M4中戦車ニ対スル各種肉攻資材（兵器）ヲ以テスル攻撃部位（効果）』によれば、M4中戦車の砲塔正面は45度傾斜した85 mm厚装甲、防盾部は85 mm + 39 mm厚装甲、車体正面装甲は45度傾斜した51〜65 mm厚装甲と想定している。）と書かれており、本砲の評価は定まっていない。
命中率に関し、1945年（昭和20年）3月9日に富士演習場で行われた実弾射撃訓練では、距離3,000 mから畳一枚分の面積を狙い、初弾を命中させた。この精度に乗員が驚いている。それまでの日本軍戦車砲は口径が小さく、砲命中公算表の数値では、一式四十七粍戦車砲の場合は1,300 m以遠で命中率20 %を切り、九七式五糎七戦車砲では800 m以遠で命中率20 %を切った。従って当時の日本陸軍の常識としては非常に高度であった。
本車は戦車砲と双連の同軸機銃を持たないが、車体前方銃として口径7.7 mmの九七式車載重機関銃を1挺備える（携行弾薬3,680発）。

## 防御力

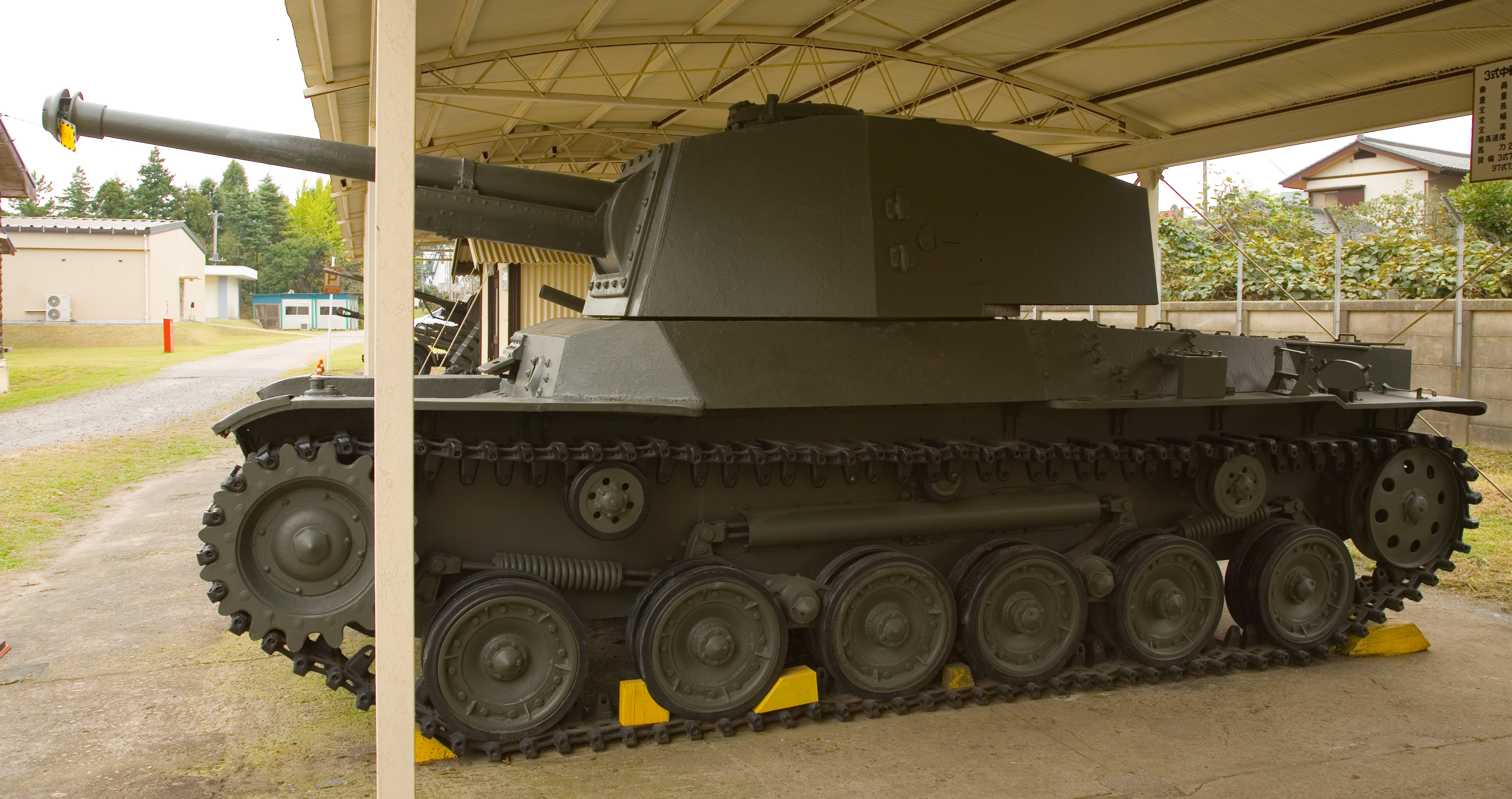
側面

組み立ては全面溶接、防弾鋼板は第三種（表面焼入鋼板）が採用された。砲塔は前面50 mm、側面前部が35 mm、側面後部が25 mm、後面が25 mm、上面は10 mmの厚さがあった。車体は一式中戦車のものと同様で、装甲は前面50 mm、側面25 mm、後面20 mm、上面12 mm、底面は8 mmの厚さがあった。装甲の配置はソ連赤軍のT-34やドイツ軍のパンターのように避弾経始を大きくとりいれたものではなく、また操縦手席のバイザーが可動式であること、車体前面部分に2ヶ所の点検窓が設けられていること等も、耐弾性からみて好ましくない構造である。またこの部分にはトランスミッションを収める関係上、鋲接が用いられており、耐弾力に劣る。
防御力は一式中戦車と同等（前面50 mm）だったが、M4中戦車の75 mm砲やT-34の76.2 mm砲に耐えられるものではなかった。そのため四式中戦車生産用の資材を流用して、前面装甲を強化する案も存在した。
エンジンはディーゼルであり、被弾しても燃料が炎上しにくい特性を持つ。また弾薬の一部と燃料が床下に配置されるなどの考慮がなされていた。

### 装甲についての司馬遼太郎の言及
防御力の要となる装甲についてだが、戦時中に学徒出陣により戦車兵として従軍した作家・司馬遼太郎の影響もあり、ある意味有名な話である。
司馬は、新潮文庫から出版された彼の著書『歴史と視点―私の雑記帖』に以下のようなエピソードを著述している。昭和20年、当時見習士官であった司馬は自隊に配備された三式中戦車を見た。このとき彼は、九七式中戦車の装甲がヤスリで削れなかったことを思い出し、三式中戦車の装甲にヤスリを当てたところ、削れないだろうと思っていた装甲が削れた。これを見た司馬は「腐っても戦車ではないか！」と絶句した。装甲の硬度と防御力に不安を持った司馬と上官は暗然とした顔をしていた、というものである。
当初、司馬の他の批判とは違い、見習士官時代の様々な記述に関しては、実体験に基づく内容であったため、事実だと受け止められ、旧陸軍に対する批判の根拠として挙げられることも少なくない。しかし、きちんと検証されないままこの内容だけがひとり歩きしてしまった感があり、後に少なからず反論されている。
比較的有名なのは、歴史学者の秦郁彦の著書『昭和史の秘話を追う』である。彼は当時の所属部隊関係者などに聞き取り調査を行い、見習士官時代の記述に関しては、信憑性の低さ(見習士官である新米の司馬は、所属中隊に1両しかなかった新型の三式中戦車の乗員ではなく自他共に認めるほど戦車兵としての技量・知識が低かったこと、そして司馬の作家としての旧陸軍に対する批判的な誇張・フィクションの多さ)を指摘している。桑原嶽は、司馬の軍事知識の欠如に起因する司馬の著作『坂の上の雲』の記述の問題点を数多く指摘している。その上で「司馬は作家であり、軍事については素人に過ぎない。司馬には学徒出身の陸軍将校として2年ほどの軍隊経験があるが、そのレベルの経験・知識は、軍事を真に理解するには逆にマイナスになる」という趣旨を述べている。
また、装甲の質に関しては、鋲接（リベット接合）の九七式中戦車の装甲は浸炭処理された表面硬度の高い第二種防弾鋼板であり、溶接の三式中戦車の装甲は表面焼入された第三種防弾鋼板となっており、装甲の材質や装甲表面の処理の違いにも留意する必要がある。九七式は装甲の厚さと硬さで命中弾を弾き返すが、硬くしたが故に割れやすいという構造となっているのに対し、三式は均質圧延鋼を採用することで同じように命中弾を弾き返すほか、粘りを持たせることで被弾時に装甲が割れにくさを取り入れている。そのため、三式の装甲の方がある意味やわらかくなっているため、やすりで削れてしまうことは不自然ではない。
ただ、戦争末期に生産されたため、額面通りの防御力を発揮できたかは不明である。また、構造の違いではなく、装甲の質自体の悪化により、本当に削れてしまったという可能性も否定できない。仮に司馬の観察が誤りでない真実であったとしても、他国にも類似例が存在しており（詳細はIV号戦車A型を参照）、様々な点を考慮する必要がある。他にも装甲について言及している文献が存在するが、伝聞情報に留まる。

## 機動力

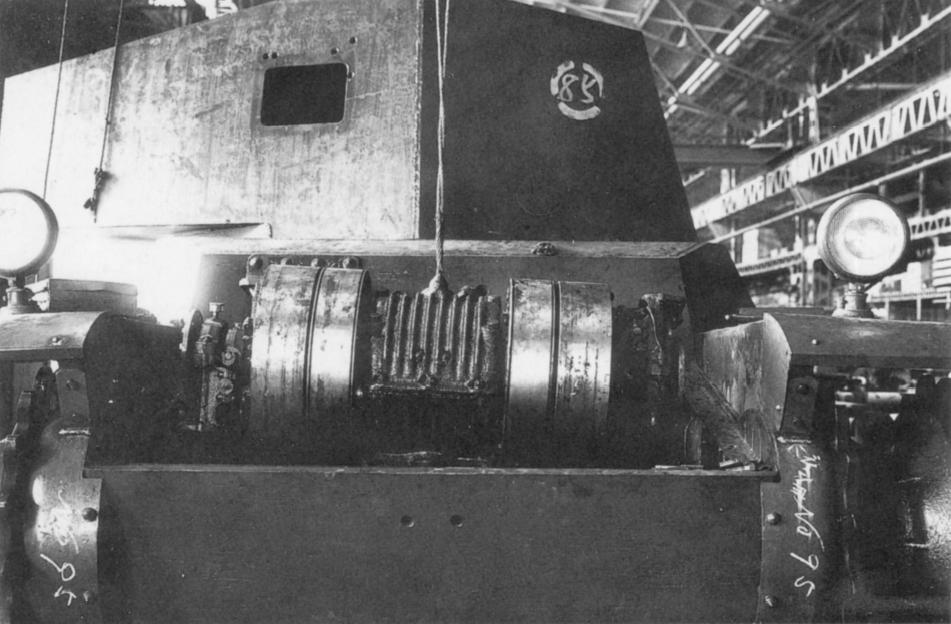
吊り下げられたトランスミッション。生産ラインにおける撮影

エンジンは統制型一〇〇式空冷V型12気筒ディーゼルエンジンを配置した。排気量は21.7 L、最大出力は2,000回転で240馬力、標準的には1,400回転で200馬力を発揮した。携行燃料は335 Lであり、燃費は100 kmで110 Lを消費した。エンジンの排気は車体後部のフェンダー上に設置されたマフラーから排出された。エンジンの冷却空気は車体袖部に設けられたフェンダーの裏面から排気される。接地圧は0.7 kg/cm2であった。
本車は信地旋回が可能であり、緩旋回では11.0 mの回転半径を要した。
機動性能は、一式中戦車の全備重量17.2 tから18.8 tと重量が増加したことにより悪化し、路上最高速度は44 km/hから38.8 km/hへ低下したが、これは九七式中戦車と同程度であり連合軍の戦車と比較して実用上遜色ない性能である。ただし、懸架装置の強化や従来より高硬度の高マンガン鋳鉄鋼の導入で足回りは改良されたが、転輪や駆動系等は九七式中戦車譲りの一式中戦車と同様だったため、重量増加に起因する不具合が三式中戦車ではより顕著になったとされている。
登坂能力は3分の2、渡渉能力は1 mであった。航続能力は210 km、または300 kmである。

## 運用
1945年4月23日に出された『国軍新兵器便覧』によれば、本車は歩兵戦闘に協同する上で、対戦車戦闘を任務としていた。計画では一式機動四十七粍砲2個中隊、三式中戦車2個中隊、自走砲1個中隊、作業中隊1個を歩兵の作戦と協同させるものである。このうち三式中戦車は攻撃の第一波にあたるのではなく、敵に戦車を投入された場合に逆襲として用いることが企図された。このため本車は陣地の後方へ配置させられることになっていた。直接の歩兵支援は四十七粍砲が担当することとされた。
本車は、1945年末以降に日本本土にて想定されたM4中戦車との戦闘において、防御力や火力に劣っている。三式戦車の三式七糎半戦車砲は、37.5口径75 mm M3戦車砲を搭載した型のM4中戦車とは同程度の主砲貫通力であるが、1944年後半より欧州戦線において投入された52口径76 mm M1戦車砲を搭載した型のM4中戦車に対しては大きく劣る。実際には76 mm砲搭載型M4中戦車が、終戦まで太平洋戦線に投入されることはなかったものの、1945年末以降に想定された本土決戦において投入される可能性は高かった。一方、機動力は同等であるが、当時の日本の橋梁や道路などのインフラは貧弱であり、三式戦車がその18.8 tの全重を通過させるには工兵による支援が必要だった。ただし日本軍の工兵器材は不足がちで、重い機甲部隊は運用限界を超える可能性があった。
急造戦車として早急に戦力化された本車の性能では、M4中戦車に対し、戦車本来の機動戦闘を行うことは困難（防御力や砲の威力が不足し、正面から撃ちあって負ける）である可能性が高かった。従って本車の最適な運用はあらかじめいくつかの戦車壕（砲塔だけ出して射撃できる様な土盛り）を作り戦車をダグインさせ、敵戦車を十分ひきつけたのちに射撃開始、敵戦車や航空機からの反撃が来る前に陣地転換し射撃継続、というような「砲戦車」的なものにならざるを得なかったであろう（それでも従来の一式砲戦車に比べ密閉型の旋回砲塔を持つことから、敵軍の事前砲爆撃からの生残性は比較にならないほど高く、砲が全周旋回することから駆動系に負担を掛けずに砲を指向することができ、有用性は大きく向上している）。砲の威力不足は認識されており、三式中戦車には攻撃力を増強した改良型が計画されていた（派生型の項目を参照）。

## 生産
| 三式中戦車の月別生産数 |        |
| 1944年度（昭和19年度） | 生産数 |
| 1944年9月              | 2      |
| 1944年10月             | 0      |
| 1944年11月             | 3      |
| 1944年12月             | 5      |
| 1945年1月              | 8      |
| 1945年2月              | 7      |
| 1945年3月              | 30     |
| 昭和19年度合計         | 55     |
| 1945年度（昭和20年度） |        |
| 1945年4月              | 0      |
| 1945年5月              | 5      |
| 1945年6月              | 41     |
| 1945年7月              | 43     |
| 1945年8月              | 22     |
| 昭和20年度合計         | 111    |
| 総生産数               | 166    |

『四研史』によれば一式中戦車の量産枠の内350輌が本車に転換されたが、製造開始時期の遅さ（1944年11月製造開始）もあり第二次大戦終戦までに166輌（1944年度に55輌、1945年度に111輌）が生産されたに留まっている（生産数については諸説あり、他に60輌説などがある）。計画上は昭和19年度に50両、昭和20年度に300両の整備が予定されており、内140両は四式中戦車の整備状況を勘案した上で五式七糎半戦車砲(長)II型を装備する事が検討された。
量産は三菱重工、相模陸軍造兵廠、日立製作所などが担当した。これらの工場は被爆を免れて生産を続け、終戦直前の段階では月産40輌超となっていた。
『昭和二十年度調達兵器品目員数表』によれば、1945年度には150輌の生産が計画されていた。

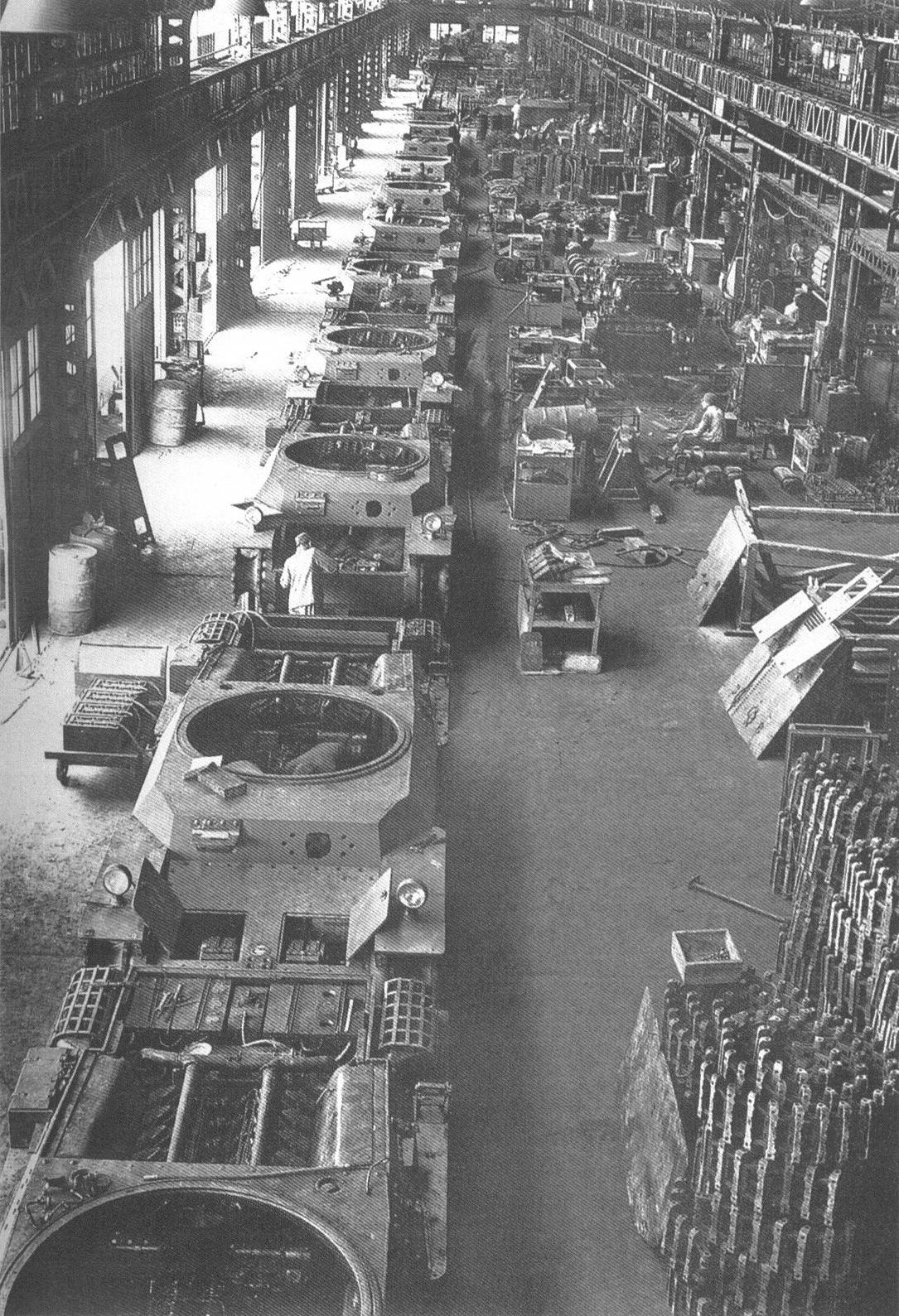
生産ラインに並ぶ三式中戦車
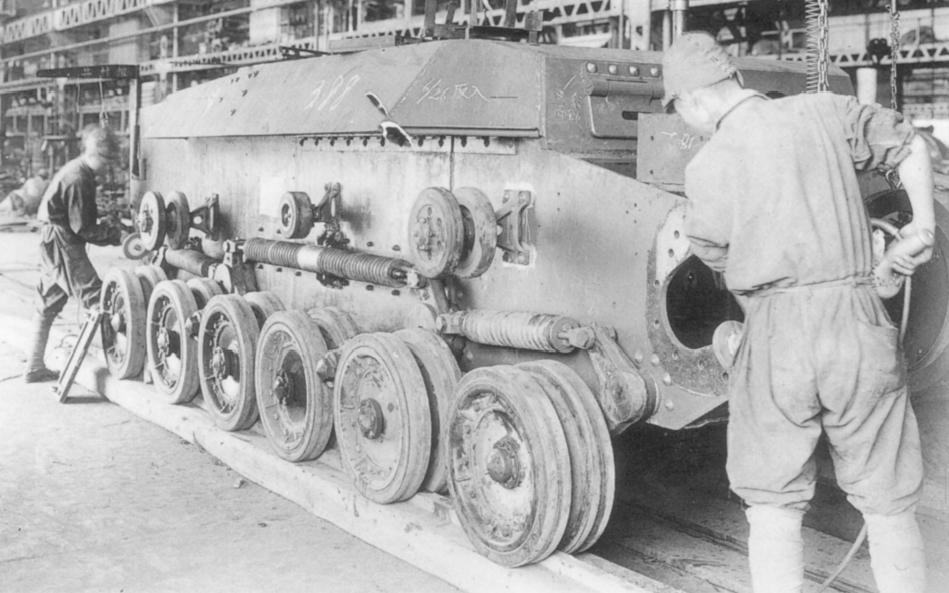
組立中の三式中戦車
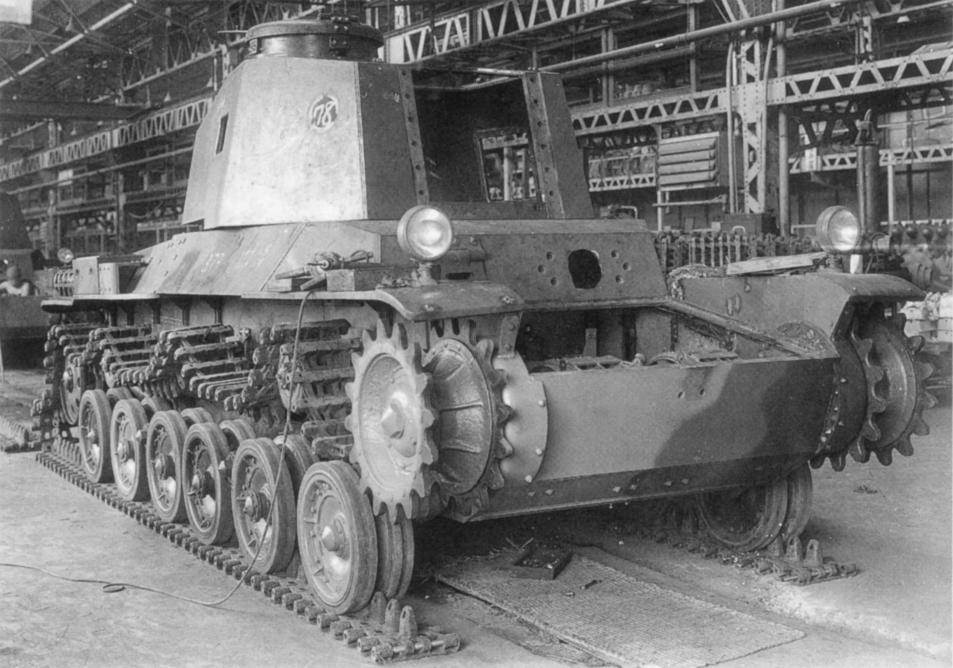
組立中の三式中戦車

## 配備

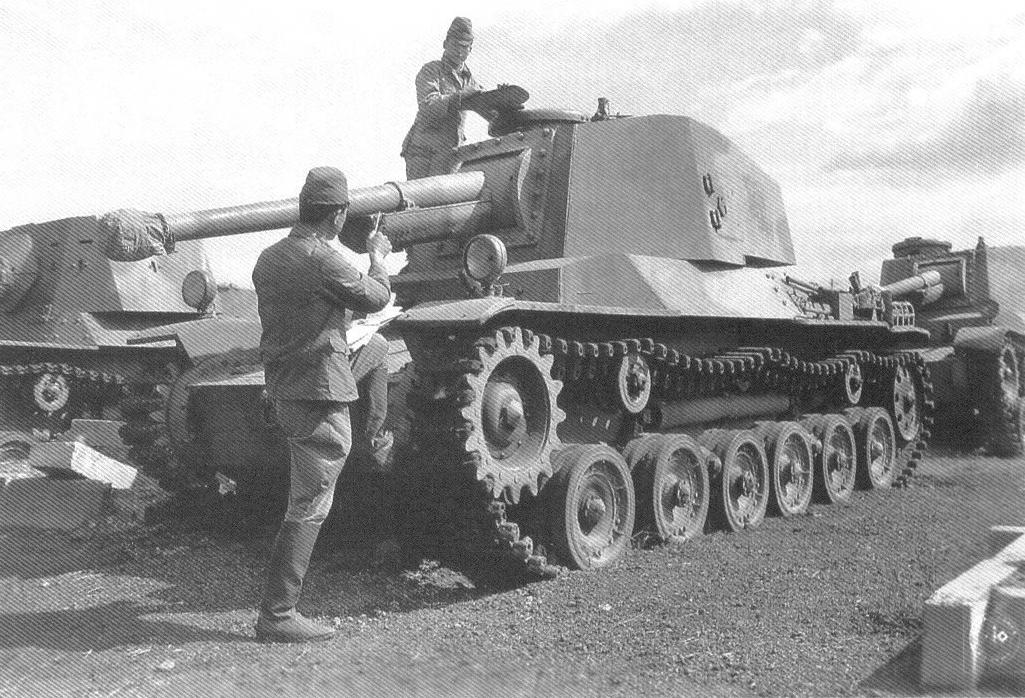
終戦後、福岡県博多に集積され点検中の三式中戦車。左は三式砲戦車

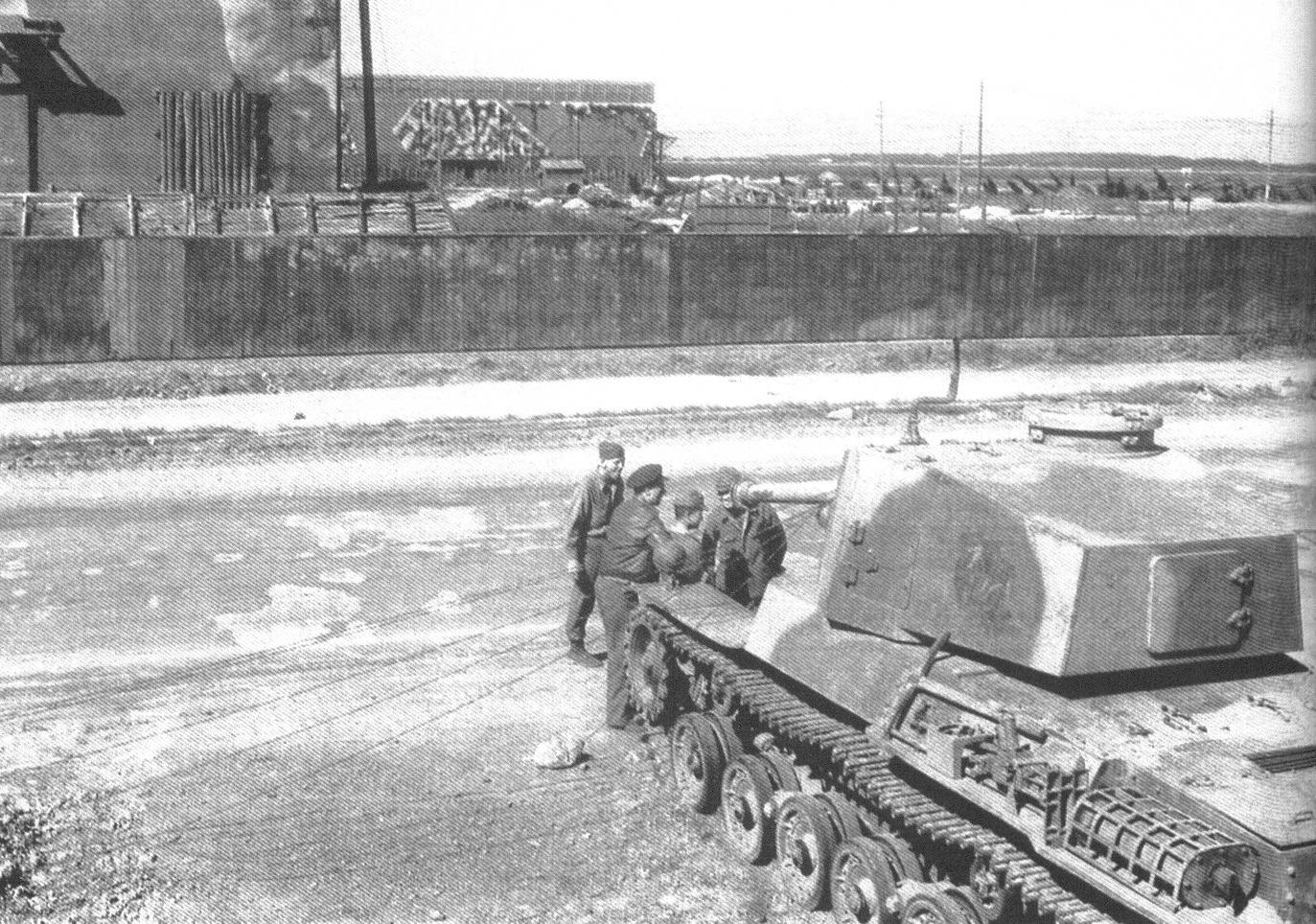
終戦後、アメリカ軍に接収され本国へ送るため運送準備中の三式中戦車

三式中戦車は、二式砲戦車 ホイや三式砲戦車 ホニIIIなどとともに日本国内の機甲部隊（戦車連隊等）に配備され、本土決戦（決号作戦）に備え温存された。そのため、実戦投入された一式砲戦車 ホニI・四式十五糎自走砲 ホロなどと異なり連合軍と砲火を交える事はついになかった。
主な配備部隊は、独立戦車第4旅団の戦車第19連隊（20輌）、戦車第42連隊（10輌）、独立戦車第5旅団の戦車第18連隊（20輌）、戦車第43連隊（10輌）、独立戦車第6旅団の戦車第37連隊（20輌）、戦車第40連隊（20輌）などである。これらの部隊は敵の上陸の予想される九州地方（オリンピック作戦）に配備された。ほかに、コロネット作戦に対応するため関東地方の戦車第4師団にも配備されている。
終戦に伴い、大半の三式中戦車は連合軍に引き渡され処分されたが、2輌だけが残され、1輌はアメリカ本国へ輸送され、もう1輌は、東京・赤羽にあった、米軍兵器補給廠（TOD：Tokyo Ordnance Depot）第1地区の正門に、長らく放置されていた。その後、1958年に、TOD第1地区は閉鎖、日本に返還され、陸上自衛隊が施設の運用を継続、三式中戦車は運良く廃棄されずに、土浦の武器学校へと移送された。
当時、三菱重工に保管されていた統制型一〇〇式発動機を用いてレストアして動態保存する計画が立てられ、約100万円（当時）の予算がついて作業が開始されたが、約9割まで作業が進んだところで、人事異動により武器学校長が交代、新校長により作業中止の命令が下ったことで、計画は中止となった。その際、稼働状態にあった統制型エンジンも廃棄された。
この三式中戦車は、現在も、茨城県阿見の陸上自衛隊武器学校に八九式中戦車とともに、収蔵・展示されている。

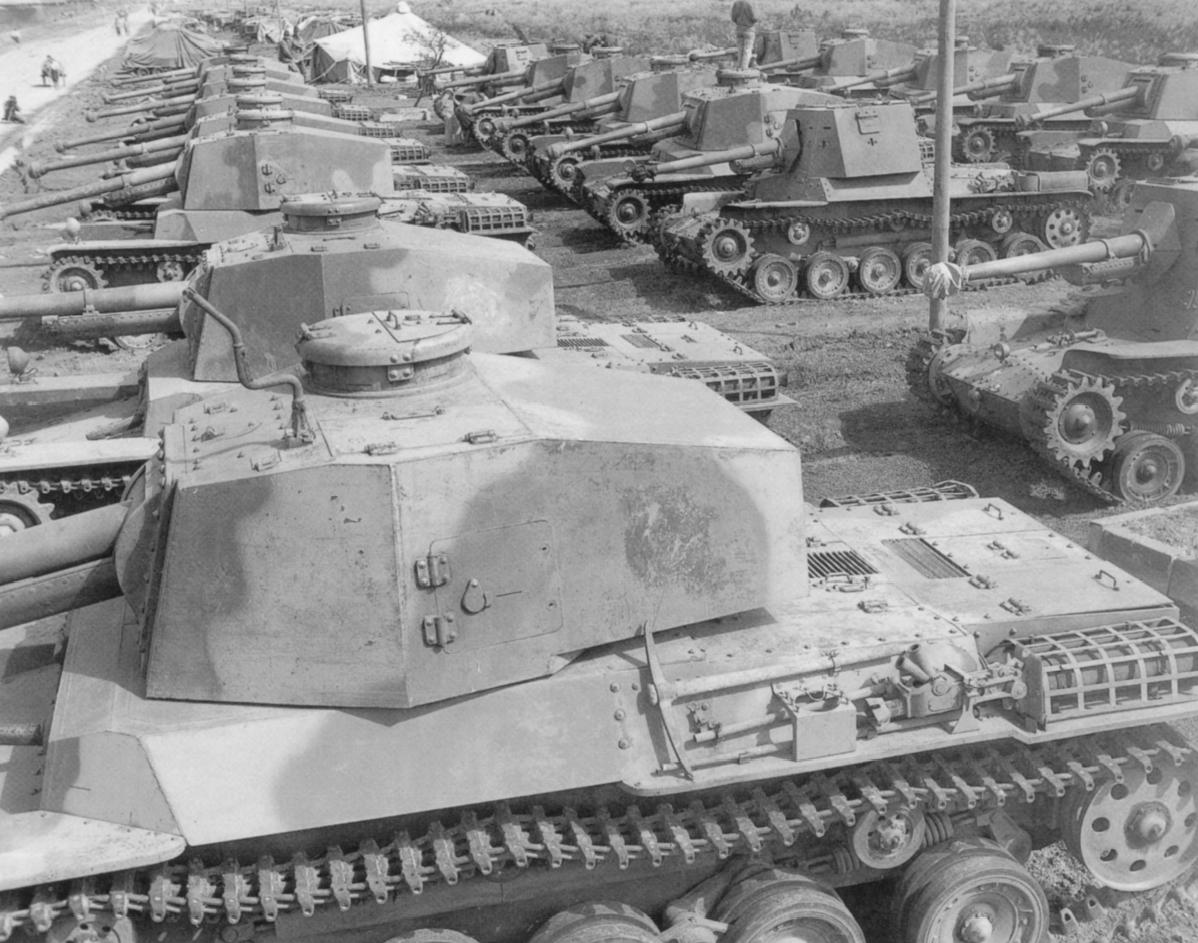
終戦後、集積された戦車第4師団の三式中戦車と三式砲戦車
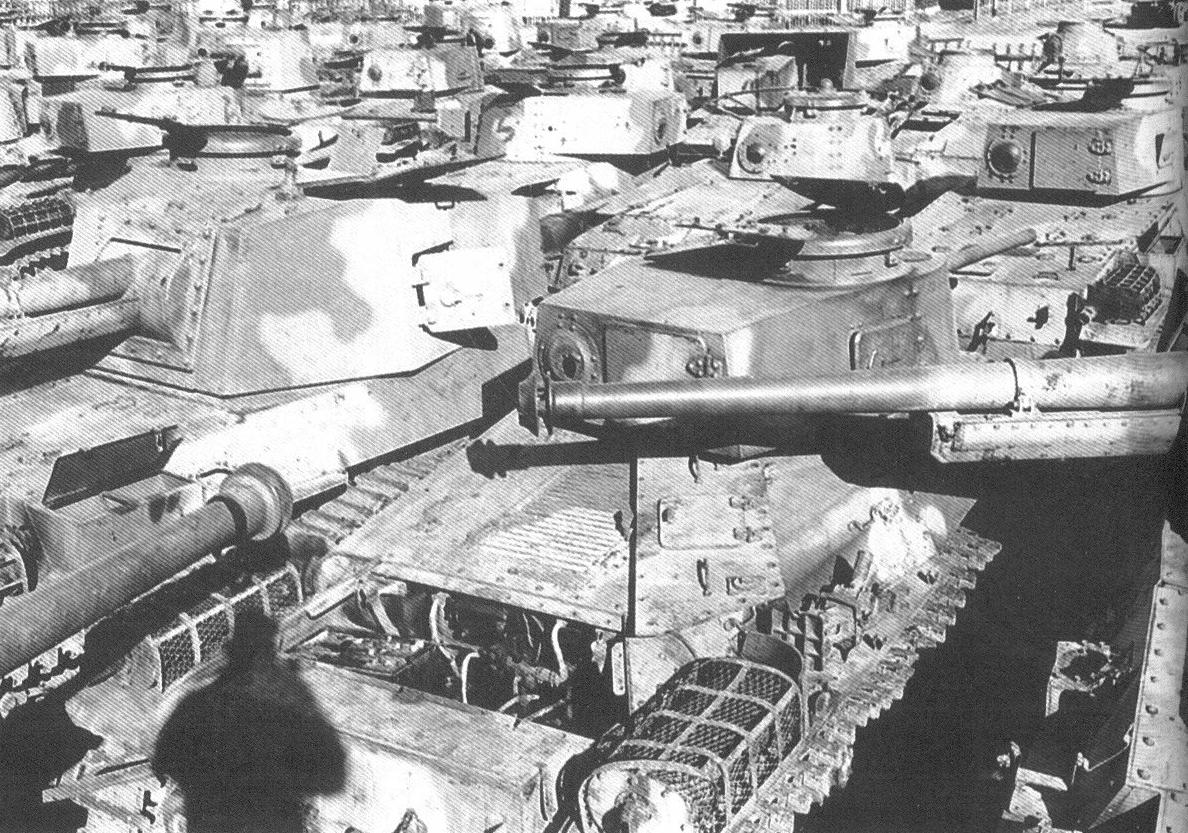
終戦後、集積された帝国陸軍の機甲兵器。三式中戦車と九七式中戦車改を中心に、大量の車両が混在している

## 派生型
三式中戦車には更なる改良型が存在する。四式中戦車の開発と配備には相当に時間がかかる見込みであったため、従来のラインにある三式中戦車を改良し、連合軍戦車との性能差を縮めることが目的であった。
四式中戦車や五式中戦車等に搭載された五式七糎半戦車砲（原型は四式七糎半高射砲）を搭載して攻撃力を更に強化し、溶接を多用することで車体強度も強化されている。また、若干の装甲強化も予定されていた。211号車以後にこの要目で生産される予定だったが、その前に終戦を迎えたため生産されていない。なお、五式戦車砲の搭載方法については四式中戦車の砲塔をそのまま載せるか、従来の三式中戦車の砲塔に搭載する二つの案が考案されていたとされる。三式中戦車の車体に四式中戦車の砲塔を搭載する試験は、1945年3月19日、伊良湖射場で行われた。操作に問題はなく、試験の結果は良好であった。また同月、三式中戦車の砲塔に搭載するために五式七糎半戦車砲の砲架を適合するよう改修が行われている。
これらの試験車輌や計画車輌を指す「三式中戦車長砲身型」、「三式中戦車改」、「チヌ改」などの呼称は、後世の書籍や研究者などによる便宜的な通称である。

## 登場作品

### アニメ・漫画
『うる星やつら』
アニメ版第174話に登場。
『ガールズ&パンツァー』
アリクイさんチームの車両として11話から使用されている。なお、登場シーンはこのページのトップの画像(陸上自衛隊武器学校)の展示がモデルとなっていると見られる。12話での対黒森峰女学院戦では、序盤に自隊長車へ放たれた砲弾を、偶然起きた操縦ミスにより体を張って守った。
『ガールズ&パンツァー 劇場版』
同じくアリクイさんチームが使用している。
『ガールズ&パンツァー 最終章』
同じくアリクイさんチームが使用している。準決勝の継続戦ではフラッグ車を務める。奇しくも本編決勝戦とは逆に、自車を狙われた砲撃から隊長車に守られる形になった。
『こちら葛飾区亀有公園前派出所』
アニメ版第192話「秘境!どいなか県」で度井仲署のパトカーとして登場。
『新SOS大東京探検隊』
「日本の宝」と呼ばれ、日本軍の元戦車兵の山下老人が長年掘り起こそうとしていた。劇中では地下鉄を暴走する。

### ゲーム
『R.U.S.E.』
日本の戦車として登場。
『War Thunder』
日本陸軍ツリーの中戦車として「三式中戦車Chi-Nu」の名称で登場。また、四式中戦車の砲塔を搭載した試作車が課金枠で「三式中戦車II Chi-Nu II」の名称で販売。
『World of Tanks』
日本中戦車「Type 3 Chi-Nu」として開発可能。また、四式中戦車の砲塔を搭載した試作車が「Type 3 Chi-Nu Kai」として販売。
『バトルフィールドV』
九七式中戦車に75 mm砲を搭載すると、外観が本車に変化する(ただし、名称は「九七式中戦車」のまま)。五式七糎半戦車砲を装備して火力を更に上げることも可能。
『パンツァーフロントbis』
日本軍の戦車として登場。登場ミッションである「串良」は、本作屈指の難易度。